# 郭公蟲科
郭公蟲科（學名：Cleridae）是鞘翅目昆蟲下的一科，成員約3500種並遍布全球，以亞熱帶及熱帶地區為主；棲息地依各種類的食性而有不同，如樹幹、花朵、葉子、真菌、落葉堆、蜜蜂、白蟻等社會性昆蟲的巢穴中。

## 特徵
本科多數種類身長3-24毫米不等，身型扁平，長而柔軟，並覆蓋短毛，許多種類的觸角成球棍狀。大部分的種類體色鮮艷，少數具有褐色、黑色等偽裝色。

## 習性
大部分的郭公蟲是肉食性，但也有腐食性或吸食花蜜的物種。雌性在樹皮下產卵，一次產下28-42顆。幼蟲以木材中的其他甲蟲幼蟲為食，某些種類的幼蟲則以蜂類的幼蟲或直翅目昆蟲的卵為食。通常栖息地是树木。

## 應用
郭公蟲的鑑定可用於法醫昆蟲學的死亡時間推定，主要在屍體腐敗的後期階段出現；此外，獵食木材害蟲的種類可用於儲藏昆蟲學的生物防治。